# 차동훈
차동훈(1989년 11월 7일 ~ )은 대한민국의 전 축구 선수이다. 선수 시절 포지션은 공격수였다.